# Pteridoporthis euryloxa
Pteridoporthis euryloxa är en fjärilsart som beskrevs av Edward Meyrick 1937. Pteridoporthis euryloxa ingår i släktet Pteridoporthis och familjen vecklare. Inga underarter finns listade i Catalogue of Life.